# Woudhuis
Woudhuis (Steenkamp) is een wijk van de Nederlandse stad Apeldoorn. De wijk ligt tussen de Laan van Osseveld en de Zutphensestraat (N345). Aan de oostkant van Woudhuis ligt de snelweg A50. Bij Woudhuis ligt ook een treinstation, genaamd Apeldoorn Osseveld.

## Woudhuis
De wijk kenmerkt zich door een moderne architectuur en een veelzijdigheid aan type woningen. Bij de ontwikkeling van de wijk werd veel aandacht besteed aan milieuvriendelijkheid. Zo werd tijdens de bouw gebruikgemaakt van milieuvriendelijke materialen en zijn vele huizen in Woudhuis uitgerust met zonnepanelen.
Elke buurt van Woudhuis is ontworpen rond een geografisch/architecturaal thema. De volgende buurten zijn onderdeel van Woudhuis:
- Het Kasteel (centraal)
- De Buurt (westen)
- De Lage Landen (noorden)
- Houttuinen (oosten)
- De Hoven (zuiden)

Woudhuis is een wijk die vooral jonge gezinnen trekt. Ook is de wijk populair bij mensen die van buitenaf naar Apeldoorn verhuizen. De wijk bevat met name koopwoningen.

## Het Woudhuis
Ten oosten van de snelweg A50 ligt het bij de gemeente Apeldoorn behorende landelijk gebied 'Het Woudhuis', met circa 300 inwoners.